# Schenkia tosaensis
Schenkia tosaensis là một loài tò vò trong họ Ichneumonidae.